# Annemarie Spitzner
Annemarie Spitzner (* 31. Mai 1899 in Dresden; † 6. August 1934 in Bad Warmbrunn; vollständiger Name: Annemarie Flora Clementine Spitzner) war eine deutsche Wohlfahrtspflegerin und Heilpädagogin.

## Leben
Geboren als einziges Kind des Dresdner Landgerichtsrates Reinhard Spitzner und seiner Frau Hedwig Maria Klothilde geb. Balke, wuchs Annemarie Spitzner in der Villenkolonie Loschwitz im elterlichen Haus Carolastraße 10 b (Einbenennung ab 1921: Schevenstraße 10 b) auf. Die ausgebildete Wohlfahrtspflegerin vertiefte und erweiterte ihre beruflichen Kenntnisse durch Studien- und Arbeitsaufenthalte an der 1921 eingerichteten anthroposophischen Ita Wegman-Klinik in Arlesheim/Schweiz, beim 1924 gegründeten „Verein zur Heilung und Erziehung Seelenpflege bedürftiger Kinder Lauenstein“ in Jena-Lichtenhain, im 1928 fertiggestellten Goetheanum in Dornach SO/Schweiz und im Pilgramsheim bei Striegau. Dort lernte sie wahrscheinlich auch ihren späteren Ehemann Martin Kretschmer (* 5. September 1897 in Rutenganio/Tansania; † 19. Februar 1942 im KZ Sachsenhausen) kennen, Sohn eines Missionars der Herrnhuter Brüdergemeine und dieser nahestehend.
Annemarie Spitzner widmete sich ihrem Beruf nach zeitgenössischem Urteil „mit großer Hingebung und Erfolg“. Sie gilt neben Martin Kretschmer und Margarete Bär (1898–1957) als „die ursprüngliche Initiatorin“ der zunächst in der Dresdner Gartenvorstadt Hellerau in der ehemaligen Gymnastikschule von Dora Menzler untergebrachten heilpädagogischen Einrichtung „Tagesstätte und Heil-Erziehungs-Institut für seelepflegebedürftige Kinder“. Die staatliche Genehmigung zur Aufnahme von „erziehungsschwierigen“ und „milieugeschädigten“ Kinder sowie von an Epilepsie leidenden Kindern holte sie im September 1933 ein. Am 18. Juli 1934 heiratete sie in Hellerau Martin Kretschmer, erkrankte jedoch während der anschließenden Hochzeitsreise in Oberitalien zunächst an einer Infektion und verstarb bald darauf im niederschlesischen Bad Warmbrunn, wo sie sich zur Genesung aufhielt, unerwartet an deren Folgen. Ihre letzte Ruhestätte fand Annemarie Kretschmer in Dresden im Familiengrab auf dem Waldfriedhof Weißer Hirsch.
Im Herbst 1934 konnten Tagesschule und Wohnheim in Hellerau in Betrieb gehen, doch erfolgte zum 1. Oktober 1935 wegen der inzwischen eingetretenen Raumnot die Verlagerung des Standortes in die repräsentative "Villa Waldweben" in Bonnewitz, die zur dauerhaften Erinnerung an die maßgebliche Mitgründerin der Einrichtung den Namen "Haus Spitzner" erhielt. Martin Kretschmer wurde am 10. Juni 1941 verhaftet und im September von Dresden in das KZ Sachsenhausen deportiert, wo er an einer Lungenentzündung verstarb. Die Geheime Staatspolizei löste das Institut in Bonnewitz am 29. Januar 1942 auf; das Gebäude wurde am 23. März durch das Landratsamt Pirna zugunsten der Hitlerjugend beschlagnahmt.